# FC Nöttingen

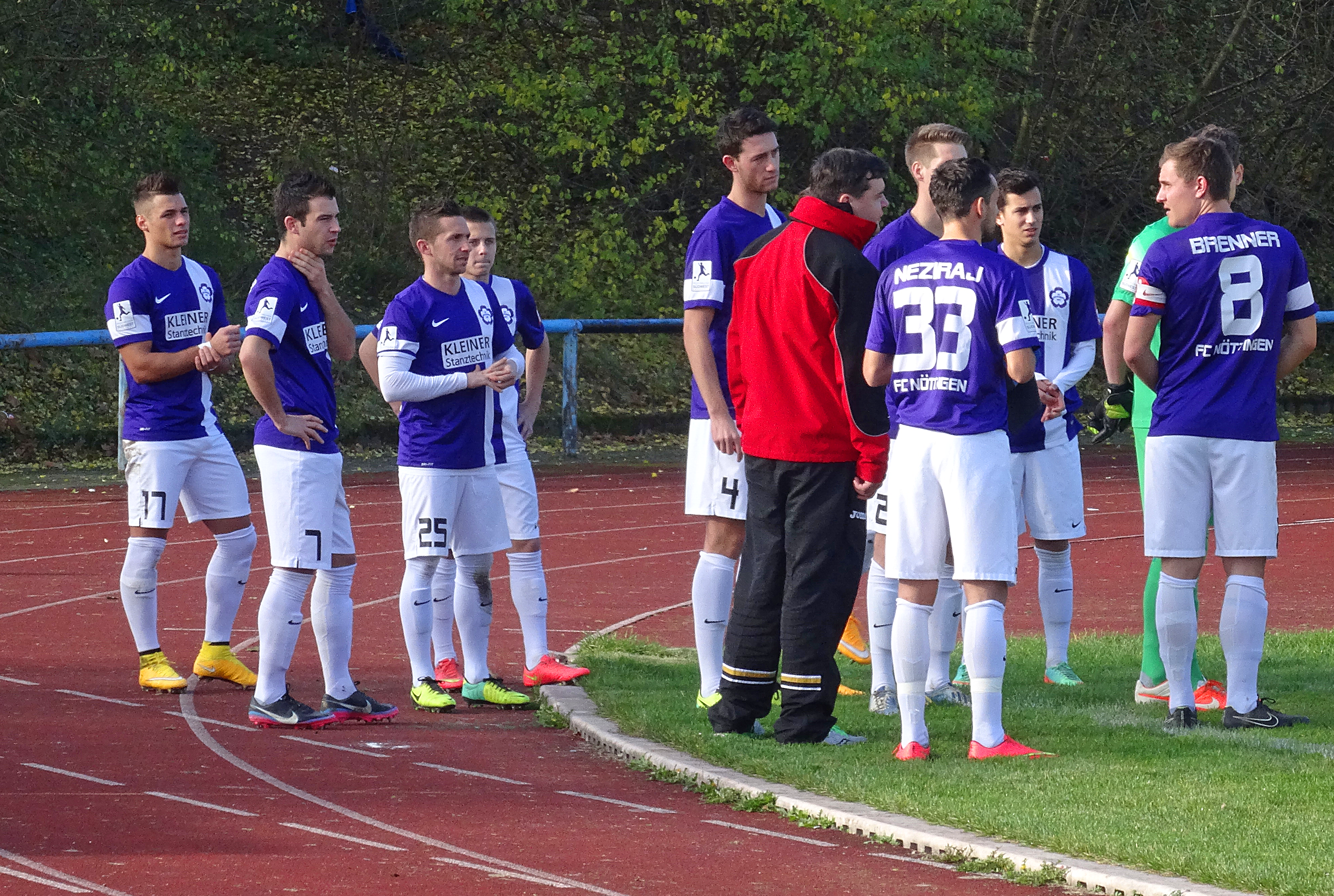
Teambespreking FC Nöttingen voor een bekerduel in maart 2015

FC Nöttingen is een Duitse omnisportvereniging uit het ortsteil Nöttingen van de gemeente Remchingen waarvan de voetbalafdeling en de basketbalafdeling (dames) het bekendst zijn.
De club werd in 1957 als TSV Nöttingen opgericht als opvolger van het in 1927 opgeheven Germania Nöttingen. De voetbalafdeling kwam stapsgewijs op een steeds hoger niveau te spelen en kwam in 2002 in de Oberliga Baden-Württemberg. In 2004 promoveerde de club naar de Regionalliga Süd maar degradeerde direct weer terug. In 2012 werd de BFV-Pokal (beker van het Badischer Fußballverband) gewonnen en plaatste FC Nöttingen zich voor de DFB Pokal. In 2014 verloor de club de finale van de BFV-Pokal maar promoveerde na promotie-degradatiewedstrijden tegen FSV Salmrohr weer naar de Regionalliga Südwest. In 2015 degradeerde de club, maar kon na één seizoen terugkeren. In 2017 volgde een nieuwe degradatie.
De damesbasketbalafdeling speelt anno 2014 in de 2. Damen-Basketball-Bundesliga.
VfR Aalen ·
TSG Backnang 1919 · 
TSG Balingen ·
FSV 08 Bissingen · 
TSV Essingen ·
SV Fellbach ·
1. FC Normannia Gmünd ·
FSV Hollenbach ·
Calcio Leinfelden-Echterdingen ·
VfR Mannheim ·
FC Nöttingen · 
SV Oberachern ·
1. CfR Pforzheim · 
FV Ravensburg ·
SSV Reutlingen 05 · 
SG Sonnenhof Großaspach · 
FC 08 Villingen U21 ·
FC Zuzenhausen